# Speusippos

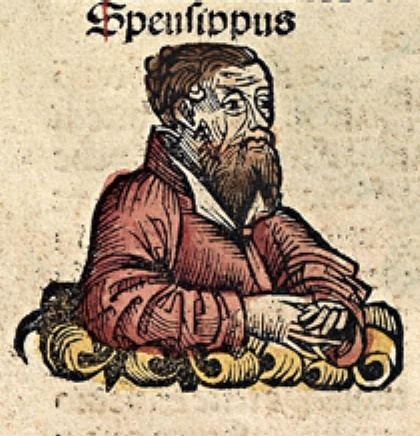
Speusippos afgebeeld in de Kroniek van Neurenberg

Speusippos (Oudgrieks: Σπεύσιππος) (407 v.Chr. - 339 v.Chr.) was een oud-Griekse filosoof. Zijn moeder was de oudere zuster van Plato. Speusippos was dus een neef van de beroemde filosoof. Na Plato's dood in 347 werd hij diens opvolger als hoofd van Plato's academie. Speusippos bekleedde deze functie gedurende acht jaar. Na een beroerte werd hij in 339 v.Chr. opgevolgd door Xenocrates. Hoewel Speusippos de opvolger van Plato was aan de Academie, week hij op bepaalde punten af van diens leer. Hij verwierp Plato's ideeënleer en hoewel Plato het "Goede" gelijkstelde met het ultieme beginsel, zag Speusippos het goede slechts als van secundair belang. Speusippos leerde ook dat onmogelijk is om voldoende kennis van iets te hebben, zonder alle verschillen te kennen, waardoor dat iets zich onderscheidt van alle andere zaken.

## Edities
- (de)  Paul Lang, De Speusippi academici scriptis. Accedunt fragmenta (Over Speusippos academische geschriften), diss. Bonn, 1911 (repr. Frankfurt 1964, Hildesheim 1965)
- (de)  Elias Bickermann and Johannes Sykutris, Speusipps Brief an König Philipp: Text, Übersetzung, Untersuchungen (Speusippos brief aan koning Philip: tekst, vertaling en onderzoek), Berichte über die Verhandlungen der Sächsischen Akademie der Wissenschaften zu Leipzig: Philologisch-historische Klasse 80:3 (1928)
- (it)  Margherita Isnardi Parente, Speusippo: Frammenti. Edizione, traduzione e commento (Speusippos: fragmenten, redactie, vertaling en commentaar),, Naples: Istituto Italiano per gli Studi Filosofici, 1980
- (en)  Leonardo Tarán, Speusippus of Athens: A Critical Study with a Collection of the Related Texts and Commentary (Speusippos van Athene: een kritieke studie met een collectie van de gerelateerde teksten en commentaar), Leiden: Brill, 1982
- (en)  Anthony Francis Natoli, The Letter of Speusippus to Philip II: Introduction, Test, Translation, and Commentary (De brief van Speusippos aan Philip II: introductie, test, vertaling en commentaar), (Historia Einzeschriften 176), Stuttgart: Franz Steiner, 2004